# Dutchavelli
Стивен Аллен, более известный под сценическим псевдонимом Dutchavelli (род. 11 ноября 1993, Бирмингем) — британский хип-хоп-исполнитель. Является братом Stefflon Don. Получил известность благодаря песням «I Dunno»,  «Only If You Knew», и «Burning», которые позволили ему выйти в мейнстрим. В 2020 году выпустил дебютный микстейп Dutch from the 5th, достигший 8-й позиции в чарте Великобритании. В музыкальном плане критики относят творчество Dutchavelli к дриллу, испытывающему влияние трэп-музыки, а также отмечают жесткий и грубый стиль исполнения песен.

## Дискография

### Микстейпы
| Названия           | Описание | Высшая позиция |
| Названия           | Описание | UK             |
| ------------------ | --- | -------------- |
| Dutch from the 5th | - Выпущен: 6 ноября 2020 - Лейбл: 2up2down, Parlophone - Формат: CD, цифровая дистрибуция, стриминговые сервисы | 8              |

### Синглы
| Название                            | Год  | Высшая позиция | Альбом             |
| Название                            | Год  | UK             | Альбом             |
| ----------------------------------- | ---- | -------------- | ------------------ |
| «John Wayne»                        | 2018 | —              | Сингл вне альбома  |
| «Only If You Knew»                  | 2020 | 95             | Dutch from the 5th |
| «Black»                             | 2020 | 75             | Сингл вне альбома  |
| «Bando Diaries»                     | 2020 | 35             | Dutch from the 5th |
| «Cool with Me» (featuring M1llionz) | 2020 | 29             | Dutch from the 5th |
| «Never Really Mine»                 | 2020 | 99             | Dutch from the 5th |
| «Rumours»                           | 2021 | —              | TBA                |
| «Circle The Endz»                   | 2021 | —              | TBA                |